# Saison 2 de Doctor Who, première série
Chronologie
Saison 1 Saison 3
Cet article présente les épisodes de la deuxième saison de la première série de la série télévisée Doctor Who.

## Distribution
- William Hartnell : Premier Docteur
- Carole Ann Ford : Susan Foreman
- Jacqueline Hill : Barbara Wright
- William Russell : Ian Chesterton
- Maureen O'Brien : Vicki
- Peter Purves : Steven Taylor

## Liste des épisodes
| N°  | Part. | Titre original | Scénario       | Réalisation                      | Première diffusion au Royaume-Uni                                                                    | Code | Audience (en millions)   |
| --- | ----- | --- | -------------- | -------------------------------- | --- | ---- | ------------------------ |
| 009 | 1     | Planet of Giants Dangerous Journey Crisis (3 épisodes)                                                                                               | Louis Marks    | Mervyn Pinfield Douglas Camfield | 31 octobre 1964 7 novembre 1964 14 novembre 1964                                                     | J    | 8,4 8,9                  |
| 010 | 2     | The Dalek Invasion of Earth The World's End The Daleks Day of Reckoning The End of Tomorrow The Waking Ally Flashpoint (6 épisodes)                  | Terry Nation   | Richard Martin                   | 21 novembre 1964 28 novembre 1964 5 décembre 1964 12 décembre 1964 19 décembre 1964 26 décembre 1964 | K    | 11,4 12,4 11,9 11,4 12,4 |
| 011 | 3     | The Rescue The Powerful Enemy Desperate Measures (2 épisodes)                                                                                        | David Whitaker | Christopher Barry                | 2 janvier 1965 9 janvier 1965                                                                        | L    | 12 13                    |
| 012 | 4     | The Romans The Slave Traders All Roads Lead to Rome Conspiracy Inferno (4 épisodes)                                                                  | Dennis Spooner | Christopher Barry                | 16 janvier 1965 23 janvier 1965 30 janvier 1965 6 février 1965                                       | M    | 13 11,5 10 12            |
| 013 | 5     | The Web Planet The Zarbi Escape to Danger Crater of Needles Invasion The Centre (6 épisodes)                                                         | Bill Strutton  | Richard Martin                   | 13 février 1965 20 février 1965 27 février 1965 6 mars 1965 13 mars 1965 20 mars 1965                | N    | 13,5 12,5 13 12 11,5     |
| 014 | 6     | The Crusade The Lion The Knight of Jaffa The Wheel of Fortune The Warlords (4 épisodes)                                                              | David Whitaker | Douglas Camfield                 | 27 mars 1965 3 avril 1965 10 avril 1965 17 avril 1965                                                | P    | 10,5 8,5 9 9,5           |
| 015 | 7     | The Space Museum The Dimensions of Time The Search The Final Phase (4 épisodes)                                                                      | Glyn Jones     | Mervyn Pinfield                  | 24 avril 1965 1er mai 1965 8 mai 1965 15 mai 1965                                                    | Q    | 10,5 9,2 8,5             |
| 016 | 8     | The Chase The Executioners The Death of Time Flight Through Eternity Journey Into Terror The Death of Doctor Who The Planet of Decision (6 épisodes) | Terry Nation   | Richard Martin                   | 22 mai 1965 29 mai 1965 5 juin 1965 12 juin 1965 19 juin 1965 26 juin 1965                           | R    | 10 9,5 9 9,5 9 9,5       |
| 017 | 9     | The Time Meddler The Watcher The Meddling Monk A Battle of Wits Checkmate (4 épisodes)                                                               | Dennis Spooner | Douglas Camfield                 | 3 juillet 1965 10 juillet 1965 17 juillet 1965 24 juillet 1965                                       | S    | 8,9 8,8 7,7 8,3          |